# Australoglypta latrobei
Australoglypta latrobei är en stekelart som beskrevs av Ian D. Gauld 1977. Australoglypta latrobei ingår i släktet Australoglypta och familjen brokparasitsteklar. Inga underarter finns listade.